# Franz Neubauer
Franz Neubauer (ur. 1917, zm. ?) – zbrodniarz nazistowski, esesman i członek załogi niemieckiego obozu koncentracyjnego Dachau.
Obywatel austriacki. W czasie II wojny światowej pełnił służbę jako zastępca Rapportführera w Mühldorf, podobozie KL Dachau.
W procesie członków załogi Dachau (US vs. Michael Vogel i inni), który miał miejsce w dniach 8–15 lipca 1947 przed amerykańskim Trybunałem Wojskowym w Dachau Franz Neubauer skazany został na dożywotnie pozbawienie wolności. Jak wykazało postępowanie, oskarżony wielokrotnie maltretował więźniów, zwłaszcza tych chorych i niezdolnych do pracy, nawet kiedy przygotowywano ich do odtransportowania do innych obozów w celu eksterminacji. Kilku więźniów zmarło na skutek zadawanych im przez Neubauera ciosów. Oprócz tego okradał on więźniów z paczek dostarczanych do obozu przez Czerwony Krzyż.